# Albertinas Siervas de los Pobres
La Congregación de las Hermanas Albertinas Siervas de los Pobres (oficialmente en latín: Congregatio Sororum Albertinorum Pauperibus Inservientium, cooficialmente en polaco: Zgromadzenie Braci Posługujących Ubogim o Siostry Albertynki), conocida anteriormente como Congregación de las Siervas de los Pobres de la Tercera Orden de San Francisco, es una congregación religiosa católica femenina de derecho pontificio, fundada por el religioso polaco Alberto Chmielowski, en Cracovia, el 15 de enero de 1891. A las religiosas de este instituto se les conoce comúnmente como albertinas y posponen a sus nombres las siglas Z.S.A.P.U.

## Historia

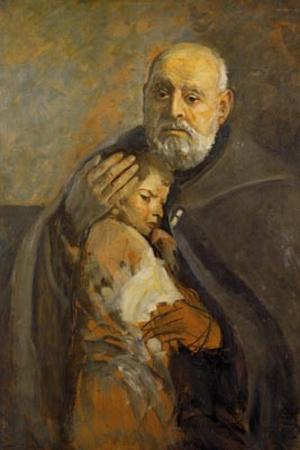
Alberto Chmielowski (1845-1916), fundador de la congregación. Obra de Leon Wyczółkowski.

En 1891, el religioso polaco Alberto Chmielowski, con la autorización del cardenal Albino Dulowski, dio origen a la Congregación de las Siervas de los Pobres de la Tercera Orden de San Francisco, con el fin de socorrer a las mujeres y niñas sin hogar, a quienes se veían obligados a dormir en las calles y a quienes, en definitiva, necesitasen de una mano por su situación difícil. Entre las primeras religiosas se encontraba Maria Jablonska, quien fue la primera superiora general del instituto, y considerada cofundadura.
La congregación fue agregada a la Orden de los Frailes Menores Capuchinos el 7 de mayo de 1907 y fue aprobada por la Santa Sede el 5 de septiembre de 1955, bajo el pontificado de Pío XII.

## Organización
La Congregación de las Hermanas Albertinas Siervas de los Pobres es un instituto religioso centralizo, reconocido por la Santa Sede, cuyo gobierno central está a cargo de la superiora general y su consejo, quienes residen en la casa general de Cracovia. Administrativamente se divide en tres provincias y una viceprovincia.
Las albertinas se dedican a la atención de los mujeres y niños en dificultades, trabajan en hospitales, auspicios y residencias concertadas, puesto que no poseen nada en propiedad, viviendo según el modelo de san Francisco, heredado por su fundador. Estas religiosas tiene como regla de vida la Regla de san Francisco y forman parte de la Familia capuchina.
En 2015, la congregación contaba con unas 556 religiosas y 72 comunidades presentes en Argentina, Bolivia, Ciudad del Vaticano, Estados Unidos, Italia, Polonia, Rusia y Ucrania.